# دومینوز پیتزا اینترپرایسز
دومینوز پیتزا اینترپرایسز (انگلیسی: Domino's Pizza Enterprises) شرکت رستوران‌های زنجیره‌ای استرالیایی است، که در سال ۱۹۸۳ تأسیس شد.